# Bà chúa Tuyết
Bà chúa Tuyết (tiếng Đan Mạch: Sneedronningen) hay còn gọi là Nữ chúa Tuyết là một câu chuyện cổ tích của nhà văn người Đan Mạch Hans Christian Andersen. Đây là tác phẩm thứ 68 trong sự nghiệp sáng tác văn học của ông. Mặc dù truyện tương đối dài (được chia thành 7 câu chuyện nhỏ) nhưng Andersen đã viết truyện này chỉ trong 5 ngày. Tác phẩm này được xuất bản lần đầu vào ngày 18 tháng 12 năm 1844 trong cuốn sách có tên Nye Eventyr (Những truyện kể mới).
Qua tình tiết lũ quỷ chế tạo tấm gương kì lạ, truyện đã mô tả một xã hội, trong đó cái xấu, cái ác đang âm thầm phá đi triệt để những giá trị nhân bản của con người như tấm lòng và tình cảm. Thông qua câu chuyện này, Andersen đã đưa ra lời nhắn nhủ nhỏ nhẹ nhưng cương quyết và đanh thép đã gởi gắm vào trong nội dung: "Mọi người cần phải cảnh giác với lũ quỷ vì chúng đã sáng chế ra tấm gương kì lạ, làm cho mọi người bị mê hoặc và trở lại thành thú vật thảm thương".
Mặt khác, truyện cũng bộc lộ thái độ tích cực chống lại cái xấu, cái ác và đề cao tình cảm con người thông qua nhân vật chính là cô bé Gerda. Thế nhưng, nhờ có ánh sáng chân lý và sức mạnh tình thương, con người có khả năng tránh xa và có tinh thần chiến đấu, chiến thắng cái xấu, cái ác. Đó là ý nghĩa nhân đạo của tác phẩm. Đồng thời, câu chuyện cũng mang tới một thông điệp cho các em thiếu nhi và mọi người: Cần biết quý trọng tình bạn và kỷ niệm, biết sống vì người khác, câu chuyện cũng chính là một bài ca về tình bạn. Giá trị của hình tượng, kết cấu, của các chi tiết nghệ thuật đã tô đậm và nâng cao giá trị hiện thực và nhân đạo của tác phẩm. Giữa nội dung và hình thức có sự tác động và hòa quyện lẫn nhau. Vì thế, chúng ta không phân biệt đâu là nội dung và đâu là hình thức của truyện.
Do đó, truyện được các nhà phê bình, các học giả cũng như các bạn đọc khắp nơi trên thế giới đánh giá cao và đã trở thành một trong những tác phẩm tiêu biểu của Andersen. Đến nay, tác phẩm được biên dịch và xuất bản nhiều nơi trên thế giới. Câu chuyện này đã được nhiều quốc gia trên thế giới chuyển thể thành phim hoạt hình và phim truyền hình, các vở nhạc kịch ở Liên Xô, Nhật Bản, Anh, Hàn Quốc, Mĩ, Việt Nam... Đặc biệt, năm 1972, Đức đã phát hành bộ tem dựa trên nội dung truyện này và hình ảnh của hai nhân vật chính, bà Chúa tuyết được khắc trên đồng tiền kỷ niệm của Belarus nhân dịp kỉ niệm 200 năm ngày sinh của Andersen (năm 2005).

## Hoàn cảnh sáng tác
Tại Việt Nam, theo tài liệu giảng dạy Văn học thiếu nhi của Đại học Huế đã lồng mâu thuẫn xã hội và đấu tranh giai cấp để giải thích về hoàn cảnh sáng tác của tác phẩm. Theo đó, vào giữa thế kỷ XIX, cả xã hội châu Âu cũng như Đan Mạch đang chuyển sang từ thời kì quá độ sang tư bản chủ nghĩa thông qua quá trình tích lũy tư bản nguyên thủy. Chủ nghĩa tư bản đã hình thành và phát triển thông qua một số cuộc cách mạng đã diễn ra như: Cách mạng Hà Lan, Cách mạng tư sản Pháp,... Trong xã hội tư bản mâu thuẫn chủ yếu là mâu thuẫn giữa 2 giai cấp: Giai cấp công nhân và giai cấp tư sản. Nông dân và công nhân ngày càng cực khổ, bần hàn. Các thế lực của giai cấp tư sản thống trị ngày càng tàn nhẫn và độc ác. Xã hội ngày càng bị tha hóa, hủy hoại dần các giá trị đạo đức. Đó là một trong những lý do để ra đời tác phẩm.

## Tóm tắt nội dung
Bà Chúa Tuyết là một trong những truyện tương đối dài trong kho tàng truyện kể của Hans Christian Andersen. Truyện này được chia thành bảy câu chuyện nhỏ và sau đây là nội dung của mỗi phần:

### Chuyện thứ nhất: Tấm gương và những mảnh vỡ
Câu chuyện xoay quanh về một con quỷ chế tạo ra tấm gương kì lạ. Nếu người nào tốt hay vật nào tốt soi vào tấm gương thì đều trở nên méo mó dễ sợ. Hơn nữa, người hay vật nào xấu thì trở nên xấu hơn. Chính vì đặc điểm kì dị của tấm gương mà con quỷ mang đi khắp nơi và sau đó mang lên thiên đình để chế nhạo cả Đức Chúa Trời và các Thánh. Vừa đến cửa nhà trời, tấm gương liền bị rúm ró, quăn queo, tuột khỏi tay quỷ rơi xuống vỡ ra và tạo thành hàng triệu triệu mảnh nhỏ li ti. Nguy hại thay trong có vô số mảnh vỡ trong không trung. Nếu mảnh vỡ bắn vào tim ai thì người đó thì trở nên lạnh lùng và vô cảm với mọi thứ xung quanh với trái tim đã trở thành băng giá. Còn ai bị mảnh vỡ bắn vào mắt thì nhìn vào mọi thứ xung quanh đều trở nên xấu xí và đáng sợ...

### Chuyện thứ hai: Hai em bé
1. ...Ở giữa một thành phố lớn có hai em bé: Kay (bé trai) và Gerda (bé gái). Nhà chúng ở cạnh nhau và chúng chơi nhau rất thân thiết ngay từ hồi còn nhỏ: Lúc hai em nghe bà kể chuyện cổ tích, khi thì các em cùng nhau chăm bón cây trồng, có lúc chúng cùng nhau xem tranh. Nếu em này thiếu em kia và ngược lại thì chúng rất buồn. Một ngày kia khi hai em đang chơi đùa với nhau thì Kay đau nhói ở mắt và tim. Thì ra, một mảnh vỡ của tấm gương quỷ bắn vào tim em và một mảnh khác bắn vào mắt em. Và từ đó câu chuyện bắt đầu xảy đến. Từ khi hai mảnh gương bắn vào mắt và tim, thái độ của Kay đối với mọi thứ xung quanh thay đổi rất nhiều. Sau đó, em không ở nhà và em đi chơi trên tuyết. Ít lâu sau, em bị bà Chúa Tuyết mê hoặc và em theo bà Chúa Tuyết đi tới giang sơn mênh mông, băng giá của bà. Gerda thương nhớ và quyết tâm đi tìm Kay...                  g Chuyện thứ ba: Vườn nhà bà có phép lạ

...Từ đó Gerda hỏi thăm khắp nơi về tung tích của Kay. Trong lòng em rất buồn và em thầm nghĩ rằng Kay đã chết rồi. Sau cùng, em không tin vào điều đó và em đã xuống một con thuyền. Thuyền trôi dạt từ ngày này sang ngày khác và một hôm thuyền trôi vào vườn của bà lão biết nhiều phép lạ và có tấm lòng nhân hậu. Trong lòng bà muốn có cháu gái từ lâu. Em hỏi bà về tung tích của Kay nhưng bà không biết. Sau khi nghe xong câu chuyện của cô bé, bà lão chải tóc cho Giecđa dần dần quên cả Kay, người bạn thân nhất của nó. Bà ra vườn lấy nạng chĩa vào các khóm hồng làm cho hoa đang nở đẹp bỗng chui ngay xuống đất đen, không còn trông thấy dấu vết gì nữa. Bà lão sợ rằng khi trông thấy hoa hồng Gerda lại nhớ đến Kay và bỏ đi mất. Gerda ở với bà lão và hằng ngày và kể chuyện của mình cho bà lão và các cây hoa trong vườn. Nhờ đó em biết được cuộc đời của những bông hoa trong vườn cũng bất hạnh không kém cuộc đời em. Gerda buồn quá và khóc nức nở làm nước mắt làm ướt đất, nhờ đó làm cho một bông hồng mọc lên. Nhờ bông hồng kể lại, cô bé biết được Kay chưa chết và điều đó thôi thúc em lên đường tìm Kay mặc dù trái ý bà lão và các cây hoa trong vườn...

### Chuyện thứ tư: Hoàng tử và công chúa
...Sau đó, Gerda gặp một con quạ và em kể mọi chuyện của mình cho quạ nghe. Quạ bảo bây giờ Kay đã thành hoàng tử qua đợt kén chồng của công chúa và anh ấy lọt vào mắt xanh của nàng. Hiện nay, Kay sống trong hoàng cung cùng công chúa và cuộc sống rất hạnh phúc. Nhờ quạ và quạ cái (người yêu của quạ làm việc trong hậu cung), Gerda vào gặp hoàng tử trong hậu cung. Nhưng trớ trêu thay, hoàng tử không phải là Kay và em òa lên khóc. Công chúa từ giường bên cạnh có rèm trắng ngó sang và hỏi chuyện gì xảy ra. Em kể chuyện cho hoàng tử và công chúa về câu chuyện bất hạnh của mình. Sau đó, hai người an ủi em và cho em một cỗ xe song mã cùng quần áo, lương thực với một lính hộ vệ, một tên hầu, một người đánh xe đưa Gerda lên đường tìm Kay. Sáng hôm sau, em từ biệt mọi người để tiếp tục lên đường. Hoàng tử và công chúa tiễn em đến tận cổng. Quạ đi theo cỗ xe một đoạn đường dài đến khi xe khuất bóng...

### Chuyện thứ năm: Con gái quân cướp đường
...Đoạn, xe đi đến một khu rừng tối om, Gerda bị bọn cướp chặn xe và bắt em về sào huyệt. May mắn thay, chúng định ăn thịt em thì bị con gái tên tướng cướp ngăn chặn lại vì nó muốn có bạn để chơi. Từ đó hai đứa trở nên rất thân thiết. Cô bé đã kể chuyện của mình cho nó nhưng nó không biết Kay ở đâu. Trong khi nghe Gerda kể chuyện, chim bồ câu của bọn cướp bảo cô bé rằng: Kay đang bị bà Chúa Tuyết mang về xứ Lapland (xứ đó cũng chính là quê hương của chim bồ câu). Sáng hôm sau, con bé thả chim bồ câu và con nai. Gerda cùng chim bồ câu và nai lên đường đến xứ Lapôli và chia tay người bạn mới...

### Chuyện thứ sáu: Bà lão Lapôli và bà lão người Phần Lan
...Thế là cô bé cùng bầy chim bồ câu đã đến xứ Lapôli. Nhờ bà lão Lapôli hướng dẫn, Gerda đến gặp bà lão người Phần Lan và được biết Kay đang ở trong lâu đài của bà Chúa Tuyết. Bà cho em biết: muốn cứu Kay thì phải lấy được mảnh gương trong mắt và tim Kay để Kay trở lại bình thường. Lúc này, Kay bị mê hoặc và sống trong lâu đài băng giá của bà chúa tuyết. Gerda tiếp tục ra đi và đọc kinh, cầu nguyện. Em thấy rõ hơi thở của em bốc lên và biến thành những thiên thần. Chúng giúp em chống lại cái rét và rút ngắn quãng đường đến với lâu đài của bà Chúa Tuyết...

### Chuyện thứ bảy: Việc xảy ra trong lâu đài bà Chúa Tuyết
...Trải qua bao khó khăn và thử thách, cuối cùng hai em bé đã gặp nhau trong lâu đài của bà Chúa Tuyết. Em mừng quá và ôm chặt lấy Kay nhưng Kay vẫn đứng trơ ra, lạnh lùng, vô cảm. Gerda òa lên khóc làm cho những giọt lệ nóng hổi rơi vào ngực và thấm vào tim Kay. Nước mắt làm tan nước đá và đánh tan mảnh gương quỷ trong tim cậu bé. Kay nhìn Gerda và hai em hát lên bài hát các em thường hát. Kay cảm động quá, khóc nức nở làm mảnh gương trong mắt trôi ra ngoài. Giây phút ấy cảm động đến nỗi cả những mảnh băng vỡ cũng nhảy nhót vui mừng, cho đến lúc mệt nhoài chúng mới chịu nằm im. Nhưng kỳ diêu thay, chúng nằm im thì mặt đất hiện ra hai chữ "VĨNH CỬU" do bà chúa Tuyết đề ra. Các em bé đã thoát khỏi lâu đài của bà Chúa Tuyết. Khi về, họ gặp lại những người bạn cũ để cảm ơn và từ biệt để về nhà.
Kết thúc câu chuyện, chúng mới hiểu ý nghĩa của câu thánh thi mà chúng đã thường hát hằng ngày:
"Hồng mọc đầy trong thung lũng
Nơi cậu bé Giêsu đang phán bảo ta".
Sau cùng, hai đứa đã lớn nhưng tâm hồn chúng vẫn trẻ con. Mùa hạ vẫn sáng rực lên, mùa hạ nóng bức và nhân hậu.

## Nhân vật trong truyện

### Nhân vật chính

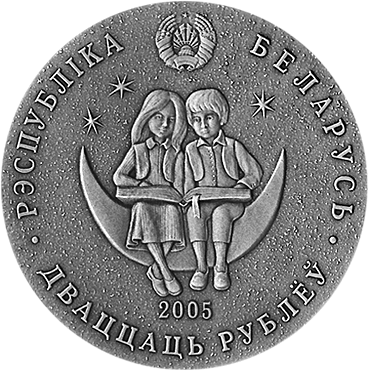
Hai nhân vật chính của truyện trong Đồng tiền kỷ niệm của Belarus

- Kay: là một cậu bé sống trong một khu phố nhỏ với bà ngoại. Em là bạn thân của Gerda và chơi thân với cô bé từ nhỏ. Cậu bé bị mảnh gương quỷ bắn vào tim và mắt làm cho em trở nên lạnh lùng, vô cảm với Gerda và mọi thứ xung quanh. Em cũng là nạn nhân của bà Chúa Tuyết, bị bà Chúa Tuyết mê hoặc và bắt đi ở trong lâu đài tuyết. Nhờ Gerda mà Kay đã trở lại bình thường và thoát khỏi lâu đài của bà Chúa Tuyết.
- Gerda: là một trong hai nhân vật chính trong truyện, hiện thân cho sự yêu thương. Em là bạn thân của Kay và chơi thân với cậu bé từ nhỏ. Khi biết Kay bị bà Chúa Tuyết bắt đi, cô bé đã vượt qua mọi khó khăn, nguy hiểm để đến lâu đài của bà Chúa Tuyết tại Phần Lan. Cô đã giúp Kay trở lại cuộc sống bình thường bằng cách lấy 2 mảnh gương bị vỡ trong mắt và tim của cậu bé.

### Các nhân vật khác
- Quỷ Satan (xuất hiện trong chuyện thứ nhất): nhân vật phản diện trong tác phẩm, đã chế tạo ra một chiếc gương kỳ lạ. Chúng rất tự hào về phát minh xảo quyệt của mình. Mặt khác, chúng mang nó đi khắp nơi và chúng đem chiếc gương này để chế nhạo Đức Chúa Trời và các Thánh. Kết quả là quỷ Satan đã thất bại thê thảm: chiếc gương của nó bị vỡ và văng ra hàng triệu triệu mảnh trong không trung.
- Bà của Kay (xuất hiện trong chuyện thứ hai): Sống chung với Kay và Gerda từ lúc hai em bé còn nhỏ tuổi. Bà thường kể chuyện cổ tích cho Kay nghe, trong đó có chuyện về bà Chúa Tuyết. Cuối truyện, bà đã đọc kinh thánh và nhờ đó hai em bé đã hiểu được câu hát mà chúng hát thường ngày.
- Bà lão có phép lạ (xuất hiện trong chuyện thứ ba): Nhân vật đã xây ngôi nhà bên sông, có một khu vườn đầy đủ các loại hoa. Bà là người biết nhiều phép thuật và bà có tấm lòng nhân hậu. Trong lòng bà muốn có cháu gái. Bà xem Gerda là cháu ruột, mong muốn và tìm cách giữ Gerda ở với bà.
- Công chúa và hoàng tử (xuất hiện trong chuyện thứ tư): Công chúa là một cô gái rất mực thông thái, đã học qua tất cả sách vở, nhưng được cái quên ngay. Nàng muốn lấy chồng nhưng lại kén một người biết nói năng chứ không phải người chỉ có bề ngoài chững chạc. Còn Hoàng tử là một chàng trai nghèo khổ và anh ấy đã lọt vào mắt xanh của công chúa qua đợt kén chồng. Hai người sống hạnh phúc trong hậu cung. Sau khi nghe Gerda kể chuyện, cả hai giúp đỡ Gerda tìm Kay và cho em một cỗ xe song mã cùng quần áo, lương thực với một lính hộ vệ, một tên hầu, một người đánh xe đưa Gerda lên đường. Sau vài ngày đưa tiễn Gerda lên đường, hai vợ chồng đi du lịch. Chẳng có ai biết tin tức về họ và không ai biết khi nào họ về.

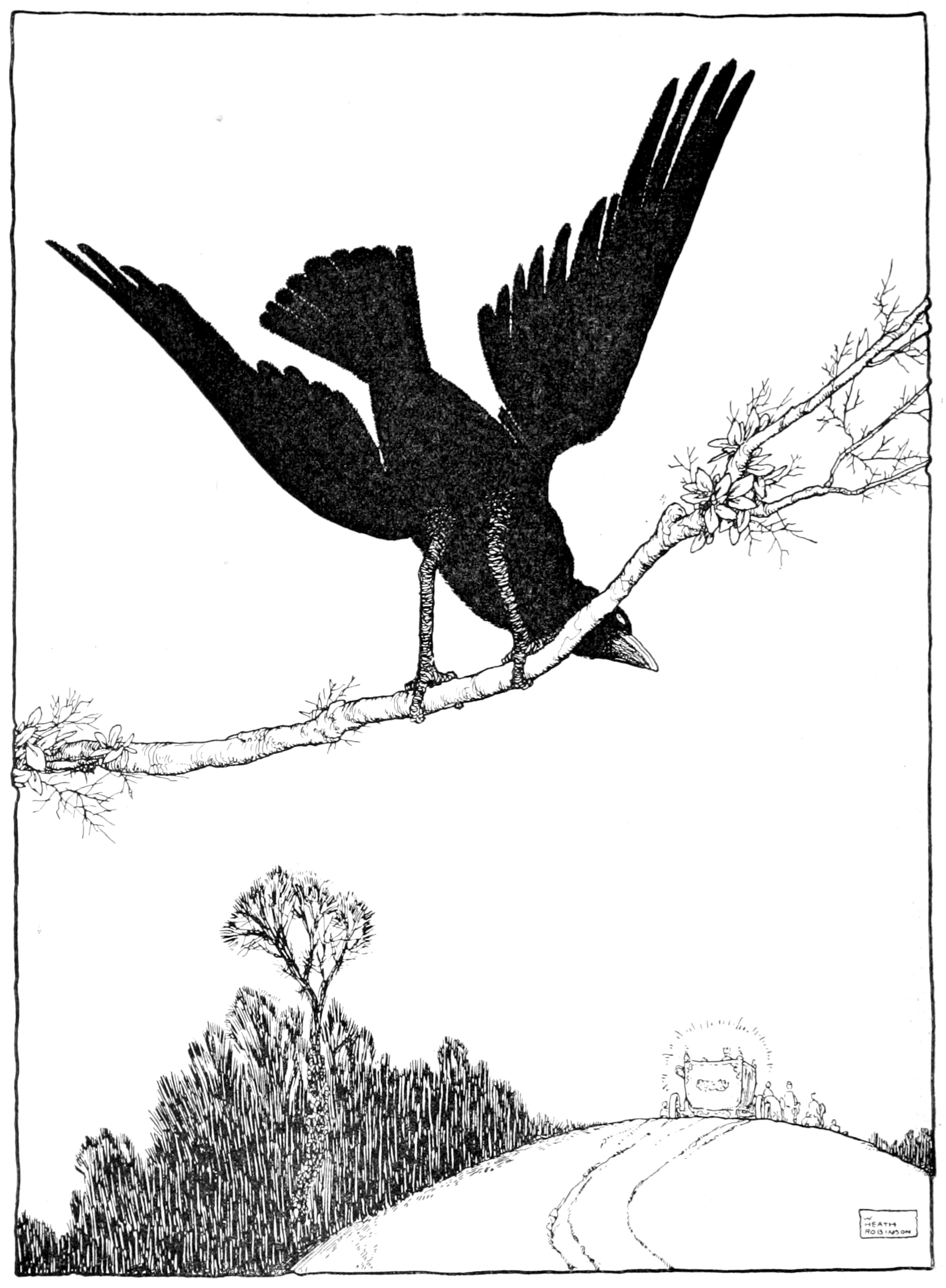
Con quạ trong hình minh họa của sách in năm 1913 tại London (Hans Andersen's fairy tales)

- Hai vợ chồng quạ (xuất hiện trong chuyện thứ tư): Bao gồm quạ đen và người vợ của nó sống ở hậu cung. Quạ cho rằng người mà Gerda cần tìm đang là hoàng tử (chồng của công chúa). Cả hai đều giúp cô bé vào trong hậu cung để Gerda thực hiện được việc của mình. Kết thúc truyện, quạ đen đã chết vì không quen sống gò bó trong bốn bức tường. Còn quạ cái để tang chồng mình bằng một sợi len màu đen buộc vào chân, tỏ vẻ thương xót nhưng chẳng qua là để che mắt thế gian.
- Con gái bọn cướp (xuất hiện trong chuyện thứ năm): Là con gái của tên tướng cướp. Cô bé đã ngăn cản bọn cướp ăn thịt Gerda. Hai người là bạn thân khi Gerda ở trong sào huyệt của bọn cướp. Sau cùng, vì chán cảnh gia đình, nó đã đi chu du khắp nơi, trước tiên đi về phương Bắc.
- Chim bồ câu (xuất hiện trong truyện thứ năm): Con vật được con gái tên tướng cướp thả ra cùng với Gerda đến xứ Lapôli.
- Bà lão Lapôli (xuất hiện trong chuyện thứ sáu): Bà là một phụ nữ hay là phù thủy người Lapôli. Bà sống trong một túp lều nhỏ. Chính bà cho biết lâu đài của bà Chúa Tuyết ở Phần Lan và hướng dẫn em đến nơi ở của bà lão người Phần Lan.
- Bà lão người Phần Lan (xuất hiện trong chuyện thứ sáu): Nhà của bà cách lâu đài bà Chúa Tuyết khoảng 2 dặm. Bà là người đã chỉ đường Gerda đến lâu đài của bà Chúa Tuyết. Đồng thời chính bà đã hướng dẫn cô bé giúp Kay trở về cuộc sống bình thường. Kết thúc truyện, bà đã may quần áo mới và đã sửa chữa xe trượt tuyết cho hai em.
- Nai (xuất hiện trong chuyện thứ năm và thứ sáu): Gặp Gerda trong sào huyệt của bọn cướp, được Andersen miêu tả:

| “ | ...Lông nai đã bạc gần hết và đôi chỗ đã rụng, trông thấy cả da. Trông nó người ta có thể đoán rằng nó đã lang bạt nhiều nơi và đã từng trải nhiều hơn đau khổ... | ” |

Nó đưa Gerda đến lâu đài bà Chúa Tuyết và chở hai em bé trở về thoát khỏi lâu đài...

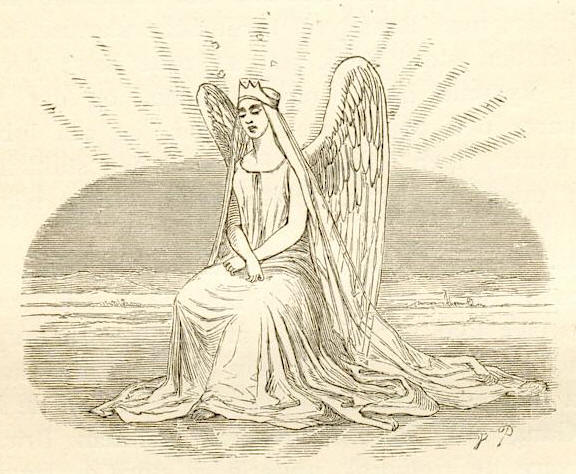
Bà Chúa Tuyết, tranh minh họa của Vilhelm Pedersen

- Bà Chúa Tuyết (xuất hiện trong chuyện thứ hai và thứ bảy): hay còn gọi là nữ hoàng tuyết, trong xứ sở của bà đều là tuyết kể cả lâu đài hay mọi thứ xung quanh, đặc biệt là ở quần đảo Spitsbergen (Phần Lan). Bà đã từng mê hoặc và đem Kay về xứ sở của bà sau khi cậu bé bị mảnh gương quỷ bắn vào tim và mắt. Chính bà đã bảo Kay rằng xếp các mảnh gương thành chữ "VĨNH CỬU" thì Kay "sẽ làm chủ được mình". Bà còn hứa với Kay nếu xếp được bà sẽ cho cả thế giới và đôi giày trượt tuyết mới tinh.

## Ngôn ngữ nước ngoài
Sau đây là tên của truyện này được gọi theo theo một số ngôn ngữ nước ngoài.
| STT | Ngôn ngữ          | Tên truyện theo ngôn ngữ đó           |
| --- | ----------------- | ------------------------------------- |
| 1   | Tiếng Ả Rập       | ملكة الثلج                            |
| 2   | Tiếng Bungary     | Снежната кралица - Snezhnata Kralitsa |
| 3   | Tiếng Catala      | La reina de les neus                  |
| 4   | Tiếng Đức         | Die Schneekönigin                     |
| 5   | Tiếng Séc         | Sněhová Královna                      |
| 6   | Tiếng Đan Mạch    | Snedronningen                         |
| 7   | Tiếng Đức         | De Sneeuwkoningin                     |
| 8   | Tiếng Anh         | The Snow Queen                        |
| 9   | Tiếng Tây Ban Nha | La Reina de las Nieves                |
| 10  | Tiếng Phần Lan    | Lumikuningatar                        |
| 11  | Tiếng Pháp        | La Reine des neiges                   |
| 12  | Tiếng Do Thái     | מלכת השלג                             |
| 13  | Tiếng Hinđi       | हिमपात रानी                               |
| 14  | Tiếng Hà Lan      | De sneeuwkoningin                     |
| 15  | Tiếng Nhật Bản    | 雪の女王                              |
| 16  | Tiếng Hàn Quốc    | 눈의 여왕                             |
| 17  | Tiếng Ba Lan      | Królowa Śniegu                        |
| 18  | Tiếng Bồ Đào Nha  | A Rainha da Neve                      |
| 19  | Tiếng Nga         | Снежная королева (сказка Андерсена)   |
| 20  | Tiếng Thụy Điển   | Snödrottningen                        |
| 21  | Tiếng Thái Lan    | ราชินีหิมะตก (Rāchinī Himatk)            |
| 22  | Tiếng Thổ Nhĩ Kỳ  | Kar Kraliçesi                         |
| 23  | Tiếng Ukraina     | Снігова королева (Snihova Koroleva)   |
| 24  | Tiếng Trung Quốc  | 冰雪女王                              |

## Truyền thông

### Phát hành tem

Tem đã phát hành ở Đức vào năm 1972 dựa trên nội dung câu chuyện bà Chúa Tuyết.

Bên phải là tem đã phát hành ở Đức vào năm 1972. Trên mỗi con tem là hình ảnh dựa theo nội dung câu chuyện bà Chúa Tuyết, phía dưới có ghi dòng chữ "Die Schneekönigin von H.Chr.Andersen" cùng mệnh giá tương ứng của từng con tem. Sau đây là mô tả hình ảnh từng con tem:
- Tem có mệnh giá 5 penny: Kay bị mảnh gương vỡ rơi vào mắt và tim, từ đó lãnh đạm với mọi người xung quanh, kể cả Gerda và bà của em.
- Tem có mệnh giá 10 penny: Cậu bé bị bà Chúa Tuyết mê hoặc và em đã đi đến xứ sở băng giá của bà.
- Tem có mệnh giá 15 penny: Gerda ở trong khu vườn của bà lão có phép lạ và trò chuyện với các cây hoa trong vườn.
- Tem có mệnh giá 20 penny: Nhờ sự giúp đỡ của hai vợ chồng quạ, cô bé đã vào được hoàng cung.
- Tem có mệnh giá 25 penny: Gerda từ biệt bà lão người Phần Lan, cưỡi nai đi vào lâu đài bà Chúa Tuyết.
- Tem có mệnh giá cao nhất (35 penny): Hai em bé gặp nhau tại lâu đài của bà Chúa Tuyết.

Những con tem bắt đầu phát hành vào ngày 28 tháng 11 năm 1972 do Blaser thiết kế.

### Đồng tiền kỉ niệm ở Belarus

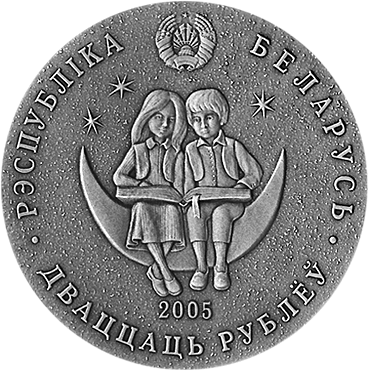
Gerda và Kay .
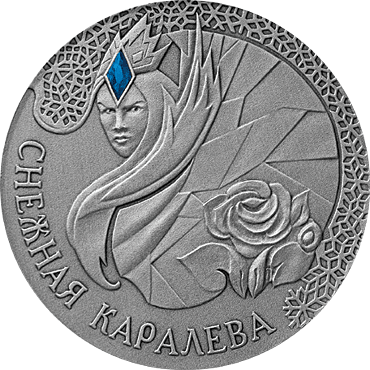
Bà Chúa Tuyết .

Ở trên là đồng tiền kỉ niệm của Belarus nhân dịp kỉ niệm 200 năm ngày sinh của tác giả truyện này. Người ta coi nó là một trong những đồng tiền đẹp nhất của Belarus do С. Некрасова thiết kế. Các đồng tiền này được phát hành đầu tiên vào ngày 24 tháng 2 năm 2005 tại quốc gia này và các nước láng giềng Ba Lan với số lượng khoảng 20000 chiếc.
Mỗi đồng tiền được làm bằng bạc nặng 28,28 gam, trong đó bạc nguyện chất nặng 26,16 gam. Trên thực tế đồng xu là hình tròn có đường kính khoảng 38,61 mm.
Trên mặt của mỗi đồng tiền còn xuất hiện những chùm bông tuyết trắng ở xung quanh và trọng tâm là hình ảnh của các nhân vật chính trong truyện: Kay, Gerda (đồng tiền bên trái) và bà Chúa Tuyết (đồng tiền bên phải).
Ở đồng tiền thứ nhất (bên trái) bên dưới có khắc số 2005. Đó là thời gian tiền được đúc. Đồng tiền còn được khắc 2 hàng chữ: phía trên: "Cộng hòa Belarus" phía dưới: "DVATSTSATS RUBLEЎ. Trung tâm của đồng tiền là 2 nhân vật chính: Kay và Gerda đang ngồi bên nhau dưới vòm trời với vẻ mặt vui vẻ. Trên tay của hai em bé đang cầm một quyển sách.
Ở đồng tiền thứ hai (bên phải), bà Chúa Tuyết được điêu khắc như một người phụ nữ đang đội vương miện với đá inset màu xanh lam (là thần khí của hoàng gia). bà Chúa Tuyết còn được mô tả như thể bà ta quay lại và nhìn vào bạn với khuôn mặt ngọt ngào, xinh đẹp nhưng vẻ mặt lạnh lùng. Phía dưới có dòng chữ СНЕЖНАЯ КАРАЛЕВА

### Phim và truyền hình

#### Từ năm 1950 đến năm 1999
- Năm 1957, Liên Xô đã sản xuất phim hoạt hình Snezhnaya koroleva (bà Chúa Tuyết, phim năm 1957) và sau này được gọi là Universal Studios dựa trên câu chuyện bà Chúa Tuyết. Phim này được lồng tiếng với các diễn viên:Sandra Dee (vai Gerda), Tommy Kirk (vai Kay) và phim được giới thiệu bởi Art Linkletter.[19] 33 năm sau đó (năm 1990), phim này được thực hiện một lần nữa với sự lồng tiếng của các diễn viên: Kathleen Turner, Mickey Rooney, Kirsten Dunst và Laura San Giacomo.[20]
- Sau đó vào năm 1966, phim hoạt hình Снежная королева (bà Chúa Tuyết, phim năm 1966) được sản xuất bởi đạo diễn Gennadi Kazansky. Phim được ra mắt lần đầu tiên vào ngày 6 tháng 11 năm 1967.[21]
- Năm 1976, phim The Snow Queen (bà Chúa Tuyết, phim năm 1976) được sản xuất và phát hành bởi đài truyền hình BBC Enterprises (tiền thân của Đài Truyền hình BBC Worldwide) được sản xuất bởi đạo diễn Andrew Gosling.[22][23]
- Bộ phim hoạt hình của Liên Xô Tayna snezhnoy korolevy (Bí mật của bà Chúa Tuyết, phim năm 1986) dựa theo truyện bà Chúa Tuyết, được sản xuất năm 1986.[24][25] Kịch bản của phim này là Vadim Korostylyov. Có nhiều diễn viên lồng tiếng cho bộ phim này, trong đó Nina Gomiashvili (lồng tiếng Gerda), Yan Puzyrevsky (lồng tiếng Kay), Alisa Freyndlikh (lồng tiếng bà Chúa Tuyết).[26]
- Lumikuningatar (bà Chúa Tuyết, phim năm 1986), bộ phim truyền hình dựa trên tác phẩm bà Chúa Tuyết do Phần Lan sản xuất. Phim được ra mắt vào ngày 19 tháng 12 năm 1986. Đạo diễn của phim của phim là Päivi Hartzell. Phim có sự tham gia của các diễn viên: Satu Silvo, Outi Vainionkulma, Sebastian Kaatrasalo.[27]
- The Snow Queen (bà Chúa Tuyết, phim năm 1992) là một bộ phim hoạt hình ngắn của Mỹ của kịch bản Maxine Fisher.[28] Phim được lồng tiếng với nhiều diễn viên, trong đó Sigourney Weaver là diễn viên chính.[29]
- The Snow Queen (bà Chúa Tuyết, phim năm 1995) là bộ phim hoạt hình Anh sản xuất vào năm 1995. Đạo diễn của phim này là Martin Gates và với sự tham gia lồng tiếng của các diễn viên: Helen Mirren, David Jason, Hugh Laurie, Rik Mayall và Imelda Staunton.[30] Phần còn lại có tựa đề The Snow Queen's Revenge, được phát hành vào năm sau đó.[31]

#### Từ năm 2000 đến nay
- Snedronningen (bà Chúa Tuyết, phim năm 2000) là một bộ phim hoạt hình do Đan Mạch sản xuất vào năm 2000 dựa nội dung câu chuyện bà Chúa Tuyết với sự tham gia của 2 đạo diễn: Jacob Jørgensen và Kristof Kuncewicz. Snedronningen được lồng tiếng với nhiều diễn viên trong đó Christian Elmelund (vai Kay), Ronja Mannov Olesen (vai Gerda). Phim được phát hành ngày 2 tháng 4 năm 2000.[32]
- Snow Queen (bà Chúa Tuyết, phim năm 2002), là một bộ phim của kênh truyền hình Hallmark, đạo diễn David Wu và với sự tham gia của các diễn viên Bridget Fonda, Jeremy Guilbaut, Chelsea Hobbs, Robert Wisden, và Wanda Cannon.[33]
- The Snow Queen (bà Chúa Tuyết, năm 2005), phim truyền hình BBC năm 2005. Bộ phim này sử dụng các kĩ xảo, nghệ thuật, kết hợp hành động trực tiếp và kĩ thuật vi tính tạo ra.[34] Với các bài hát của ca sĩ Paul K. Joyce và Juliet Stevenson với sự tham gia lồng tiếng của Patrick Stewart, bộ phim được chuyển thể từ một buổi hòa nhạc opera năm 2003 được tổ chức tại Trung tâm Nghệ thuật Barbican.[35]
- 雪の女王 (bà Chúa Tuyết, phim năm 2005),phim hoạt hình dài tập của Nhật Bản được sản xuất vào năm 2005 với sự hợp tác sản xuất bởi NHK và hãng giải trí TMS. Đạo diễn bộ phim là Osamu Dezaki. Tập đầu tiên của phim này được phát sóng vào ngày 22 Tháng Năm, năm 2005 trên mạng lưới đài truyền hình NHK của Nhật Bản.[36][37]
- 눈의여왕 (Nữ Chúa Tuyết, phim năm 2006), là bộ phim truyền hình thuộc thể loại kịch thuộc kênh KBS Hàn Quốc sản xuất năm 2006 có độ dài 16 tập.[38] Bộ phim dựa theo tác phẩm bà Chúa Tuyết của Andersen. Các diễn viên tham gia diễn bộ phim này là: Hyun Bin (vai Han Tae Woong), Sung Yu Ri (vai Kim Bo Ra), Go Ju Yun (vai Kim Bo Ra), Im Joo Hwan (vai Suh Gun Woo), Yoo In Young (vai Lee Seung Ri).[39]
- Ở Nga, Hãng phim Wizart và công ty phim Inlay Film hợp tác sản xuất bộ phim hoạt hình The Snow Queen (bà Chúa Tuyết, phim năm 2012) dựa theo truyện bà Chúa Tuyết. Bộ phim dự kiến được phát hành trong các rạp chiếu phim ở Nga vào tháng 12 năm 2012.[40]
- Dựa theo câu chuyện cổ tích này, vào năm 2002, hãng phim hoạt hình Walt Disney đã sản xuất ra phim hoạt hình The Snow Queen (bà Chúa Tuyết, phim năm 2012) nhưng kết quả không thành công và kế hoạch sản xuất hoãn lại đến tháng 3 năm 2010.[41]
- Hãng phim Koscherfilm[42] đã chuyển thể tác phẩm bà Chúa Tuyết thành bộ phim cùng tên dựa trên sách thiếu nhi: Gerda and Kai-The Snow Queen.[43] Đạo diễn Richard Koscher công bố phim vẫn còn trong thời gian sản xuất cho đến Giáng sinh 2012.[44]
- Nữ hoàng băng giá  là bộ phim nhạc kịch tưởng tượng sử dụng công nghệ hoạt hình máy tính do Walt Disney Animation Studios sản xuất và Walt Disney Pictures phát hành năm 2013.[45]

### Kịch và opera

#### Việt Nam
- Năm 2010, nhân ngày Quốc tế Thiếu nhi 1/6, Hội Nghệ thuật nhân đạo thành phố Hà Nội cùng với Nhà hát kịch Việt Nam sản xuất vở kịch bà Chúa Tuyết.[46] Tác giả vở kịch này là Nguyễn Thị Kim Chung cùng Đạo diễn Nghệ sĩ ưu tú Tuấn Hải. Vở kịch có sự tham gia của các diễn viên: Nghệ sĩ ưu tú Thu Hà, Lệ Ngọc, Thùy Hương, Ngân Hoa, Xuân Nam, Hồ Liên, Lâm Tùng, Lưu Hoàng,... Ngoài ra còn có sự góp mặt của một loạt các nghệ sĩ trẻ tài năng, từng xuất hiện trong các phim truyền hình như Tiến Ngọn (vai Thỏ Láu trong chương trình truyền hình Chúc bé ngủ ngon), Tiến Lộc (vai Lý Công Uẩn, phim Lý Công Uẩn – Đường tới thành Thăng Long), Hoàng Lan (vai Lý Chiêu Hoàng trong Trần Thủ Độ), nghệ sĩ Minh Hải (vai Lãnh tụ Nguyễn Ái Quốc trong phim Nguyễn Ái Quốc ở Hong Kong).[47]

#### Thế giới
- Vở diễn opera The Snow Queen được biểu diễn lần đầu tại nhà thờ St Michael's tại Blewbury, Oxfordshire vào ngày 5 tháng 1 năm 1982. Vở kịch được sáng tác bởi Gary Carpenter, tuy nhiên các vai diễn chủ yếu do người dân trong làng biểu diễn. Quá trình thực hiện vở kịch này là chủ đề của bộ phim tài liệu ATV. Phim tài liệu này được phát sóng vào đầu năm 1983.
- Nhà hát Faerie Tale đã tổ chức vở diễn The Snow Queen vào năm 1985.[20] Trong diễn có sự tham gia của các diễn viên của nhà hát, trong đó có Melissa Gilbert (vai Gerda) và Lee Remick (vai bà Chúa Tuyết).
- Năm 1998, nó được chuyển thể thành múa ba lê (sáng tác Erin Holt là Giám đốc nghệ thuật thanh niên California) mang tên The Snow Queen - ballet redefined.... Trong năm 2008, công ty đổi tên điệu múa này là California Contemporary Ballet. Đạo diễn và biên đạo với ban nhạc sáng tác và biểu diễn bởi Randall Michael Tobin. Vở múa ba lê được thực hiện hàng năm vào tháng 12 ở Glendale, California. Buổi biểu diễn trực tiếp đã được đạo diễn và biên tập bởi Randall Michael Tobin.[48]
- Năm 1999, nhà hát off-Broadway đã biểu diễn vở kịch The Snow Queen. Vở kịch này được sản xuất bởi Angela Jones và Noel MacDuffie. Nhạc phim của vở kịch này được phát hành trong một album trên TownHall Records vào năm 2000.[49]
- Ngày 11 tháng 10 năm 2007, một vở diễn balett The Snow Queen được biểu diễn tại thành phố Liverpool, Anh. Vở ballet được dàn dựng bởi Michael Corder và với sự tham gia biểu diễn của các vũ công: Glurdjidze, Klimentova, Oliveira, Ramos.[50]
- Một vở kịch câm dựa theo tác phẩm bà Chúa Tuyết được biểu diễn vào 9/10/2009 đến 19/10/2009 tại trung tâm nghệ thuật thành phố St Helens.[51]
- Công ty DanceVision đã biểu diễn vũ điệu The Snow Queen vào ngày 17 và 18 tháng 12 năm 2011 tại New Jersey.[52] Biên đạo múa là Risa Gary Kaplowitz.
- Nhà hát kịch MA ở Cambridge, Mỹ đã chuyển thể tác phẩm bà Chúa Tuyết thành vở kịch The Snow Queen. Đạo diễn vở kịch là Allegra Libonati, thiết kế âm thanh và âm nhạc là Aaron Mack. Vở kịch được thực hiện từ 10 đến 31 tháng 10 năm 2011.[53]

## Tác phẩm văn học dựa theo truyệnbà Chúa Tuyết
- The Snow Queen (bà Chúa Tuyết, tiểu thuyết 1980): là tiểu thuyết khoa học viễn tưởng của Joan D. Vinge năm 1980.

Trong truyện, hành tinh Tiamat mà một năm có 2 mùa luân phiên nhau: mùa hè và mùa đông. Mỗi mùa ở đây dài bằng 150 năm ở Trái Đất. Lúc chuyển giao giữa mùa đông và mùa hè, nữ hoàng đương nhiệm Snow Queen - Arienrod nhường ngôi cho Nữ hoàng mùa hè và bà bị Nữ hoàng mùa hè ném xuống biển. Câu chuyện bắt đầu từ đó...
- Travels with the Snow Queen: là tác phẩm của Kelly Link, dựa trên câu chuyện cổ tích của Andersen được viết trong hai năm: 1996 và 1997.[55] Tác phẩm đoạt giải James Tiptree, Jr, Nebula, Tiptree, và World Fantasy.

Tác phẩm là sự tiếp nối câu chuyện bà Chúa tuyết của Andersen. Nội dung tác phẩm xoay quanh chuyện tình lãng mạn của Kay và Gerda khi chúng lớn lên.
- Gerda and Kay - The Snow Queen là một tác phẩm của nhà văn Richard Koscher. Sách được phát hành lần đầu vào ngày 14 tháng 7 dày 138 trang.[56]

Câu chuyện kể rằng: Mới 12 tuổi, cô bé Giecđa phải đến thế giới đầy ma thuật và sức mạnh của bà Chúa Tuyết để cứu bạn thân của mình là Kay. Ngoài ra cô có sứ mệnh mang đến hòa bình cho vùng đất được cai trị bởi mẹ cô.
- Breadcrumbs là tiểu thuyết của nữ nhà văn Anne Ursu viết vào năm 2011 dành cho trẻ em là một phần mở rộng của câu chuyện bà Chúa tuyết.[58]

Hazel và Jack là đôi bạn thân. Một hôm cậu ấy vào rừng và biến mất cùng với bà Chúa Tuyết. Sau đó, Hazel vượt qua bao thử thách để tìm bạn của mình. Câu chuyện bắt đầu từ đó...
Qua tiểu thuyết này, tác giả gửi đến chúng ta thông điệp: Hãy giữ lấy, trân trọng những gì mà chúng ta đang có.
- Spirit: cuốn tiểu thuyết kinh dị của nhà văn Graham Masterton (viết vào năm 2011) dựa theo nhân vật và chủ đề từ bà Chúa Tuyết. Tác phẩm được xuất bản vào ngày 1 tháng 11 năm 2011 tại nhà xuất bản Leisure Books. Cuốn sách có độ dày 422 trang.[61]

Cuộc sống của Laura và Elizabeth Buchanan bị thay đổi đột ngột khi hai người thấy em gái của Peggy chết đuối trong hồ bơi của gia đình mình. Thế nhưng, hồn Peggy không bao giờ rời khỏi người thân của mình, Laura và Elizabeth Buchanan. Vài năm sau đó, cuộc sống của họ bị đe dọa khi nhưng người xung quanh lần lượt qua bên kia thế giới mà không rõ nguyên nhân.
- lớnThe Golden Compass (Bắc Cực Quang, tiểu thuyết 1995) hay còn gọi là Northern lights là một tiểu thuyết của tác giả người Anh Philip Pullman dựa theo truyện bà Chúa Tuyết của Andersen.[63]

Chuyện kể về cuộc phiêu lưu của Lyra Belacqua, một cô gái sống trong thế giới khác song hành với thế giới chúng ta. Trong thế giới của Lyra, tổ chức Magisterium đã có âm mưu thống trị thế giới. Chúng thủ tiêu mọi sự tự do, mọi điều tốt đẹp trong thế giới này. Trẻ em nghèo, trẻ mồ côi biến mất dưới nhóm người được gọi là Gobblers. Được cứu bởi Gyptians, Lyra tham gia vào một chuyến đi xa về phía bắc tìm kiếm trẻ em mất tích trong đó có bạn trai của cô.
Tiểu thuyết này được xuất bản vào năm 1995. Tác phẩm đoạt huy chương Carnegie vào năm 1996, và đã được chuyển thể thành bộ phim hoạt hình Hollywood: The Golden Compass đã khởi chiếu vào ngày 5 tháng 12 năm 2007 tại Anh, 7 tháng 12 tại Mỹ và 26 tháng 12 tại Úc.
- Winter's Child: tác phẩm của nhà văn Cameron Dokey dưa theo truyên cổ tích của Andersen được sáng tác vào tháng 9 năm 2009. Sách phát hành có độ dày 173 trang.[67][68]

Chuyện xoay quanh hai nhân vật chính là Kay và Grace. Chúng đã sống với nhau từ hồi nhỏ, luôn chia sẻ những niềm vui, nỗi buồn và bí mật của nhau và cùng nghe bà của Kay kể chuyện. Đến năm 16 tuổi, Kay đã tỏ tình với Grace. Sau đó, Kay bị bà Chúa Tuyết mê hoặc và đưa Kay đến vùng đất của bà. Grace đã trải qua bao khó khăn và thử thách để tìm Kay và tìm lại chính mình.

## Nghiên cứu thêm

### Tiếng Việt
1. H.C Anđécxen trên đất việt - Kỉ yếu hội thảo - ĐHQG - HN, 1996.
2. Truyện kể Anđécxen tập I, II - Nhà xuất bản Văn học, 1996.
3. Bài giảng Văn học thiếu nhi - Nhà xuất bản Đại học Huế.
4. Truyện cổ Andersen - Nhà xuất bản Kim Đồng, 2012.

### Tiếng Anh
1. Andersen, Celia Catlett, "'Andersen's Heroes and Heroines: Relinquishing the Reward'", in Francelia Butler and Richard Rotert (eds.), Triumphs of the Spirit in Children's Literature (1986).
2. Bredsdorff, Elias, Hans Christian Andersen: The Story of his Life and Work 1805–75 (1975).

### Ngôn ngữ khác
1. (tiếng Pháp) Hans Brix et Anker Jensen, «Biographie d'Andersen, les contes d'Andersen commentés et annotés » Gyldendal, 1931 reprint 1957, 2 vol. 423 et 431 pages.

### Tiếng Anh
Các trang web
- The Snow Queen at the Hans Christian Andersen website. Lưu trữ ngày 19 tháng 2 năm 2013 tại Wayback Machine
- SurLaLune's Annotated The Snow Queen Lưu trữ ngày 26 tháng 11 năm 2006 tại Wayback Machine
- Free audiobook from LibriVox.
- Nội dung truyện bà Chúa Tuyết trên wikisource (Phiên bản tiếng Anh).
- bà Chúa Tuyết trên www.answers.com
- Các tác phẩm dựa theo truyện bà Chúa Tuyết Lưu trữ ngày 30 tháng 11 năm 2019 tại Wayback Machine
- Bà Chúa Tuyết Lưu trữ ngày 12 tháng 5 năm 2012 tại Wayback Machine